# Kamisawa (metropolitana di Nagoya)
Kamisawa (神沢駅?, Kamisawa-eki) è una stazione della metropolitana di Nagoya situata nel quartiere di Midori-ku, a Nagoya, ed è servita dalla linea Sakura-dōri.

## Storia
La stazione di Kamisawa è stata inaugurata il 27 marzo 2011 come parte della nuova estensione di 4,2 km fra Nonami e Tokushige.

## Linee
Metropolitana di Nagoya
 Linea Sakura-dōri

## Struttura
La stazione, sotterranea, è costituita da un marciapiede a isola con due binari passanti protetti da porte di banchina a mezza altezza. Sono presenti due uscite, entrambe dotate di ascensori.
| 1 | Linea Sakura-dōri | per Tokushige                                          |
| 2 | Linea Sakura-dōri | per Aratama-bashi, Imaike, Nagoya e Nakamura Kuyakusho |

## Stazioni adiacenti
| «                 | Servizio          | »                 |
| Linea Sakura-dōri | Linea Sakura-dōri | Linea Sakura-dōri |
| ----------------- | ----------------- | ----------------- |
| Aioiyama          | -                 | Tokushige         |